# Summerland (film)
Pour plus de détails, voir Fiche technique et Distribution.
Summerland est un film britannique réalisé par Jessica Swale sorti en France en 2020. Il s'agit d'un film dramatique qui se déroule durant la Seconde Guerre mondiale dans le Kent en Angleterre. Il raconte l'histoire d'une écrivaine anglaise qui est forcée d'accueillir un jeune garçon réfugié de Londres.

## Synopsis
Durant la Seconde Guerre mondiale, l'écrivaine Alice Lamb doit accueillir chez elle Frank, un jeune garçon d'une dizaine d'années que ses parents ont envoyé loin de guerre à Londres. Malgré un certain dégout des enfants, elle va tenter d'accepter le garçon qui lui a été confié une semaine, alors que des souvenirs d'elle et son amante Vera refont surface. Brisée par son passé et agacée par le jeune garçon, elle va apprendre à le connaître.

## Fiche technique
- Titre : Summerland
- Réalisation : Jessica Swale
- Scénario : Jessica Swale
- Direction artistique : Jono Moles
- Décors : Philippa Hart
- Costumes : Claire Finlay
- Musique : Volker Bertelmann
- Production : Guy Heeley et Adrian Sturges (producteurs), Gemma Arterton, James Atherton, Emma Berkofsky, Hugo Grumbar, Tim Haslam, Zygi Kamasa, Greg McManus, Jan Pace, Natascha Wharton (producteurs exécutifs)
- Sociétés de production : Quickfire Films, BFI, Embankment Films, Shoebox Films et Iota Films
- Pays d'origine : Royaume-Uni
- Langue originale : Anglais
- Format : couleur - 2.39:1
- Genre : drame
- Durée : 99 minutes
- Dates de sortie :
  - Royaume-Uni : 31 juillet 2020
  - France : 9 décembre 2020

## Distribution

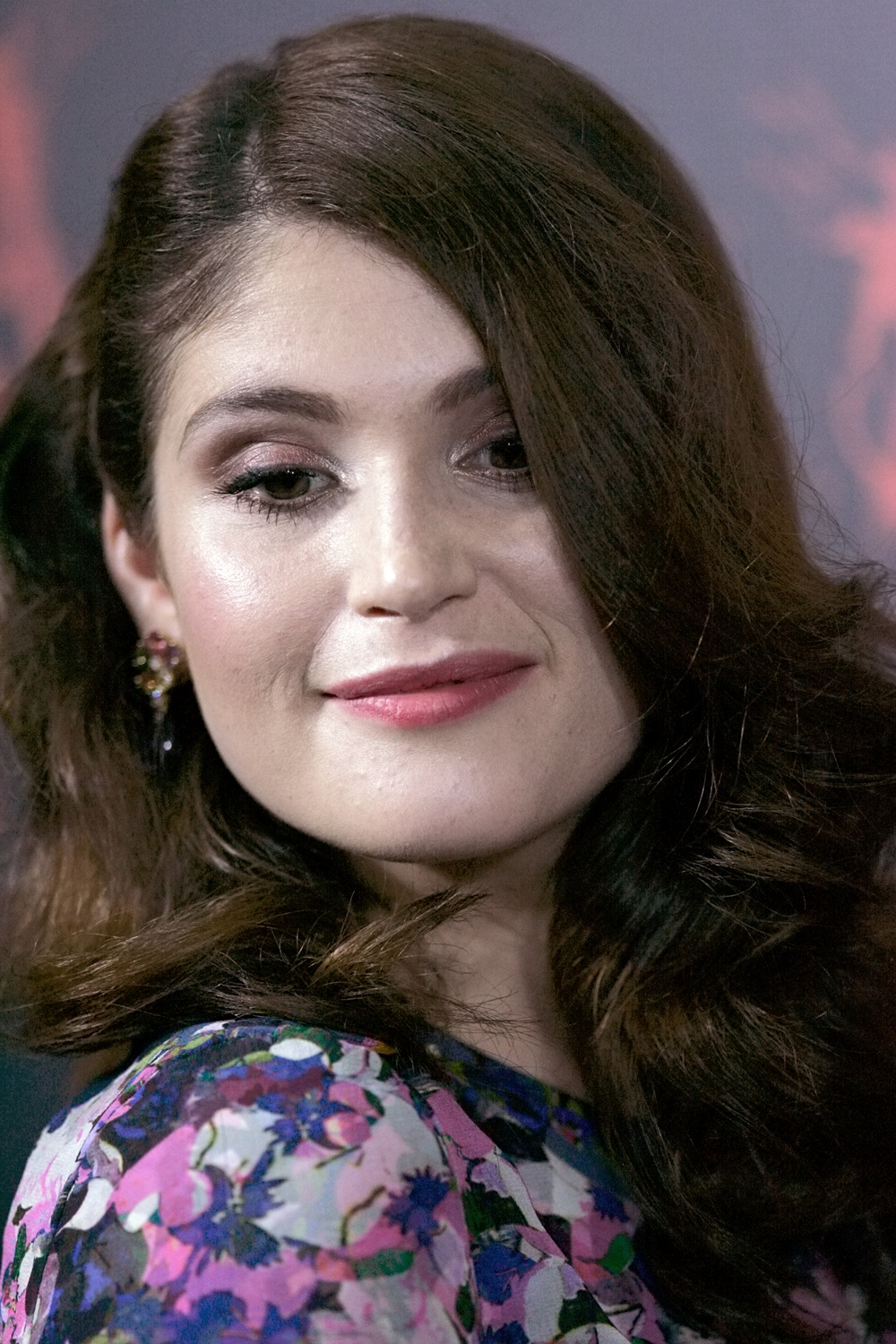
Gemma Arterton à la première de Hansel et Gretel : Witch Hunters en 2013.

- Gemma Arterton : Alice Lamb
- Lucas Bond : Frank
- Gugu Mbatha-Raw : Vera
- Penelope Wilton : Older Alice
- Tom Courtenay : Mr Sullivan
- Dixie Egerickx : Edie
- Siân Phillips : Margaret Corey

## Distinctions
Ray of Sunshine Award pour Jessica Swale au Festival international du film norvégien de Haugesund